# Philodendron obliquifolium
Philodendron obliquifolium är en kallaväxtart som beskrevs av Adolf Engler. Philodendron obliquifolium ingår i släktet Philodendron och familjen kallaväxter. Inga underarter finns listade.